# Труфанов, Юрий Николаевич (заслуженный тренер РФ)

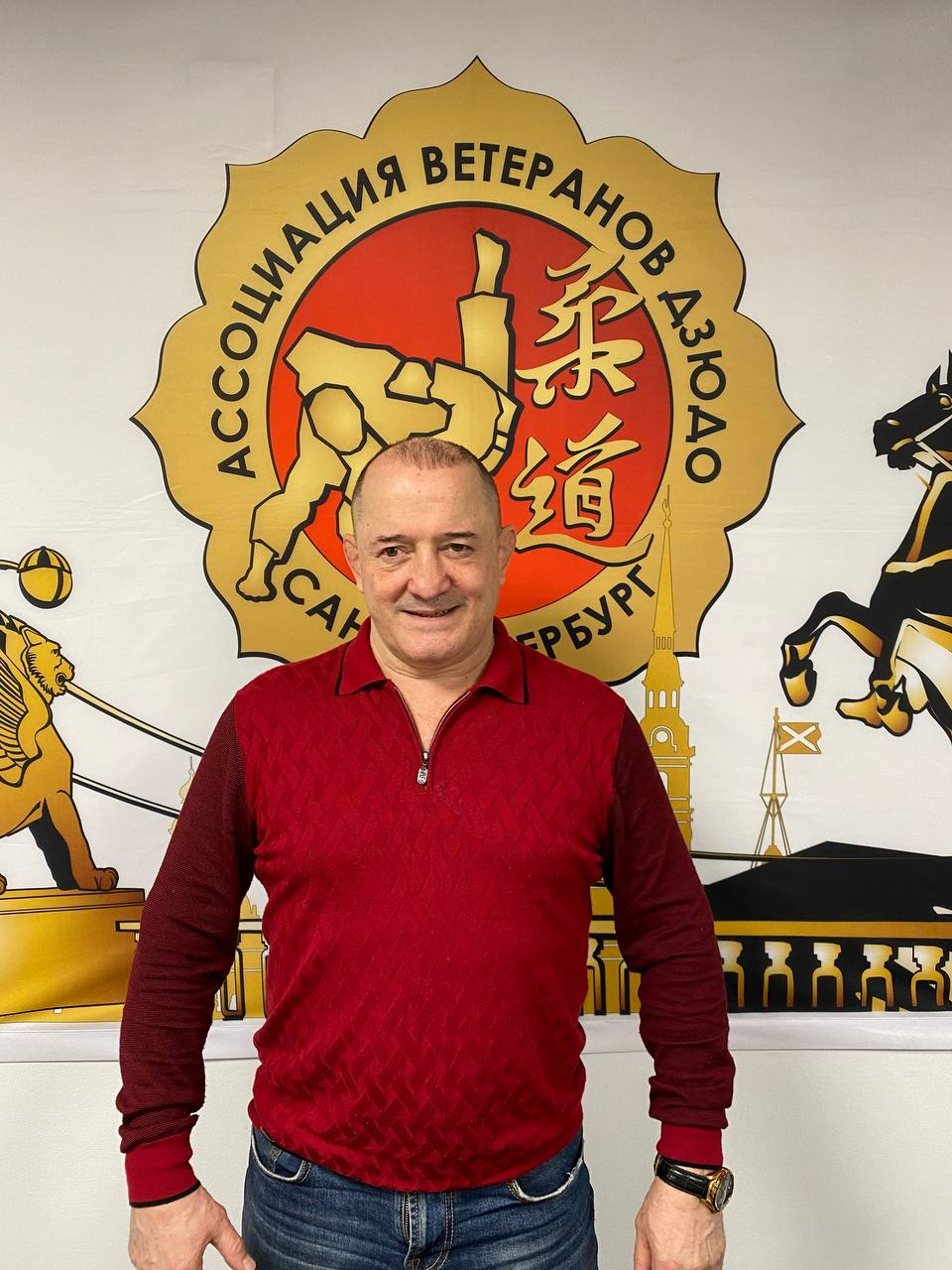

Юрий Николаевич Труфанов — общественный деятель, заслуженный тренер России, Мастер спорта России международного класса, обладатель 6-го Дана по Дзюдо.
Женат. Воспитывает 2 сыновей.

## Биография
Родился в 1963 года рождения, в село Кыштовка, Новосибирской обл.
В 1985 году окончил с отличием ГДОИФК им. П. Ф. Лесгафта. Общий стаж тренерской и научно-педагогической работы более 30 лет.
В 2000 году принят на работу в ФГОУ ВПО «Национальный государственный университет физической культуры, спорта и здоровья им. П. Ф. Лесгафта», на кафедру теории и методики борьбы на должность старшего преподавателя.
С 2009-2017г доцент, заместитель заведующего по спортивной работе кафедры физического воспитания «Национального исследовательского университета Высшая школа экономики филиал Санкт-Петербург»
В 2012г защита кандидатской диссертацию на тему «Дифференцированный подход к отбору содержания обучения студентов самообороны вузов физической культуры». Ведёт большую учебно-методическую и научно-исследовательскую деятельность. Имеет более 20 опубликованных работ, в том числе 4 учебно-методических пособия, 4 работы по перечню ВАК. Кандидат педагогических наук.

## Карьера
С 1998 является Президентом Ассоциации ветеранов дзюдо Санкт-Петербурга, вице-президентом федерации дзюдо Санкт-Петербурга. Член правления Национальной лиги ветеранов борьбы и самбо.
Основатель спортивного Ветеранского движения в России, способствовал становлению Санкт-Петербурга, как центра ветеранского движения спортивной борьбы.
В 2002—2009 г. проводил Чемпионаты России, в 2004 г. Чемпионат Европы по дзюдо среди мастеров, а также Международные турниры по самбо и другим видам спортивной борьбы.
- Судья Национальной категории, имею 6-дан дзюдо.
- Мастер спорта СССР по Самбо (присвоено 28.09.1982 году). Номер удостоверения 188920.
- Чемпион Ленинграда по Дзюдо в 1982 и 1985 году.
- Мастер спорта СССР по Дзюдо (присвоено 01.02.1985 год). Номер удостоверения 211275.
- Мастер спорта международного класса (присвоено в 2005 году). Номер удостоверения 90506.
- Чемпион Вооруженных сил СССР (1986).
- Призёр 9-й Спартакиады народов СССР (1986)[1].
- Входил в состав сборной Советского Союза по дзюдо, при подготовке к Олимпийским Играм Сеула (1988г).
- Чемпион Мира (1984) и Европы (2012) по дзюдо среди мастеров-ветеранов.
- Чемпион Европы по самбо среди пожарных и полицейских (Испания, 2012).
- Призёр Всемирной Маккабиады (2013)
- Чемпион Всемирных Игр Маккаби (2017).

С 2004 года является Заслуженным тренером России, тренером высшей категории. Под его руководством сборная команда России в 2003 году впервые стала чемпионом Европы. Был старшим тренером сборной команды России по дзюдо среди мастеров-ветеранов в 2001—2009. За это время сборная команда России стала лидером мирового ветеранского дзюдо.
Лауреат национальной премии «Звезды Боевых Искусств» 2023 в категории лучший наставник
Советник Президента международной федерации самбо ФИАС.
Заслуженный мастер боевых искусств (присвоено в 2023). Номер удостоверения 805.

## Награды и благодарственные письма
- Юбилейная медаль «70 лет Вооружённых Сил СССР» (1998)
- Орден «Долг и честь» администрацией Президента РФ (2006)
- Орден «За заслуги в развитии спорта» (2008)
- Медаль Международной Полицейской Ассоциации II-степени (2011) и I-степени (2013 г.).
- Грамота Председателя Комитета по физической культуре и спорту Ю. В. Авдеева (сентябрь 2014 г.).
- Благодарственное Письмо Депутата Государственной Думы Федерального Собрания Российской Федерации Романова М. В.(2016 г.).
- Благодарственное Письмо Депутата Государственной Думы Федерального Собрания Российской Федерации Кузмина Н. А. (30.04.2016.).
- Благодарственное Письмо Совета Федерации Федерального Собрания Российской Федерации С. Н. Колбина (24 .05.2021 г.).
- Благодарственное Письмо Председателя Законодательного Собрания Ленинградской Областной С. М. Бебенина (2022 г.)
- Благодарственное Письмо Заместителя Министра спорта РФ И. М. Сидоркевича (2022 г.)